# Марунчин Андрій Андрійович
Марунчин Андрій Андрійович — український науковець, лікар ветеринарної медицини, кандидат ветеринарних наук, доцент кафедри паразитології і тропічнної ветеринарії НУБІП України, почесний член кафедри анатомії тварин ім. акад. В. Г. Касьяненка Національний університет біоресурсів і природокористування України, автор посібників для студентів вищих навчальних закладів.

## Біографія
Народився 12 червня 1964 року у місті Белз, Сокальського району Львівської області.

## Освіта
У 1979 році вступив до профтехучилища № 7 м. Києва Київського авіазаводу, яке закінчив у 1982 році з червоним дипломом та отримав фах слюсаря.
У 1982 році вступив до Української сільськогосподарської академії на ветеринарний факультет
З 1982 року працював на кафедрі анатомії лаборантом до закінчення навчання у 1987 році.

## Трудова діяльність
З 1991 по 1992 працював у ветеринарній міліції Київської області на посаді лікаря.
З 1992 по 1993 роки працював ветеринарніим лікарем у Київському зоопарку.
З 1993 по 1994 роки працює ветеринарним лікарем у Національному Цирку України.
У 1995 році обійняв посаду головного ветеринарного лікаря у Київському зоопарку.
У 2010 відкрив клініку ветеринарної медицини Універсальна ветеринарна допомога «Унівет»

## Наукова діяльність
З 1996 року Андрій Андрійович став офіційним членом EAZWV (Європейська асоціація ветеринарів зоопаркових та вільноживучих тварин).
У 2005 році захистив дисертацію на здобуття наукового ступеня кандидата ветеринарних наук на тему «Анестезія диких тварин і птахів в умовах зоопарку»
У 2009 році працював у складі робочої групи по розробці стандартів та рекомендацій з утримання азійських слонів у зоопарках.
У 2010 році опублікований навчальний посібник для студентів вищих навчальних закладів «Загальне знеболювання диких тварин» — ISBN 987-966-8670-59-6.

## Громадська діяльність
Діючий член правління Української асоціації лікарів ветеринарної медицини дрібних тварин.
8 липня 2008 року ввійшов до складу міжвідомчої робочої групи при Міністерстві екології та природних ресурсів щодо збереження хижих тварин.
6 вересня 2010 року виступив, на ювілейному заході присвяченому 115-річчю Харківського зоопарку, з доповіддю на тему «Анастезіологічне забезпечення ветеринарних заходів в умовах зоопарку».
2 грудня 2016 року на конференції «Найновіші тенденції у ветеринарній медицині» виступив з доповіддю «Клінічні випадки практичної відео бронхоскопії».

## Нагороди та відзнаки
У 2009 році 17 жовтня отримав Почесну грамоту Кабінету Міністрів України.
18 травня 2018 року став лауреатом загальнонаціональної премії «Ветеринарний лікар року».
28 березня 2014 року отримав від Святійшого Патріарха Київського і всієї Руси-України Філарета Орден Святого Рівноапостольного князя Володимира Великого II-го та III-го ступенів.

## Цікаві факти
16 серпня 2008 року з командою зробив операцію слону Таруну в Одесі, вага пацієнта була 3,5 тонни.
25 лютого 2015 року провів операцію з видалення врісшого кігтя у лева в Луцьку.
23 березня 2017 року видалив зламаний зуб ведмедю в зоопарку Миколаєва.
Влітку 2017 року допоміг зловити антилопу, яка втекла з зоопарку.

## Наукові статті
1. Марунчин А. А. Клінічна анестезія диких та свійських дрібних тварин // Вет. медицина України. — 1997. — № 1 — С. 30–31.
2. Марунчин А., Хенінг Візнер, Свідерський В. Видалення бивня в індійського слона з Київського зоопарку // Вет. медицина України. — 2000. — № 10. — С. 38–39. (Дисертантом опрацьовано метод загального знеболювання слона, лікування і обговорення результатів).
3. Марунчин А. А. Щодо анестезії денних хижих птахів // Вет. медицина України. — 2003. — № 11. — С. 38–39.
4. Марунчин А. А. Про анестезію великих диких котячих // Вет. медицина України. — 2004. — № 8. — С. 33–34.
5. Марунчин А. А. Іздепський В. Й. Застосування пульсоксиметрії для моніторингу загальної анестезії диких тварин // Вісник Полтав. держ. аграр. акад. — № 1. — Полтава, 2005. — С. 65–68. (Дисертантом проведено дослідження з пульсоксиметрії та проаналізовано одержані результати).
6. Марунчин А. А. О клинической анестезиологии животных в условиях Киевского зоопарка // Зб. матеріалів першої міської конф. з проблем дрібних домашніх тварин (12–13 травня 1998, м. Київ). — К.,1998. — С. 4–6.
7. Марунчин А. А. Методы удержания и анестезии индийского слона в Киевском зоопарке // Зб. матеріалів IV міжнар. наук.-практ. конф. (14–15 жовтня 1998 року, м. Київ). — К., 1998. — С. 76–77.
8. Марунчин А. А. Практика проведения дистанционных инъекций зоопарковым и домашним животным // Зб. матеріалів VI міжнар. наук.-практ. конф. (18 — 19 жовтня 2000 р., м. Київ) — К., 2000. — С. 107—109.
9. Marunchyn A., Schugai V. Closed fractures of tubular bones in primates: use of on-bone osteosynthesis and treatment results// Verh. Ber. Erkrg. Zootiere. — 2001. — 40. — S. 329—330. (Автором проведено знеболювання приматів «хелабру-нівською сумішшю», наведені дані про дозування та наслідки лікування переломів і обговорення результатів).
10. Марунчин А. А. Деякі методи загального знеболювання індійських слонів // Матеріали конф. вет. хірургів України, присв. 100-річчю з дня народження проф. І.І Магди. (11–12 червня 2004 р., м. Харків). — Харків, 2004. — С. 12–16.
11. Марунчин А. А. Загальна анестезія диких тварин, системи дистанційного введення препаратів та використання пульсової оксиметрії в управлінні анестезією // Матеріали II міжнар. конгресу спеціалістів вет. медицини (3–4 серпня 2004, м. київ) — К., 2004. — С. 18–19.
12. Марунчин А. А. Кетамін/ксилазинова анестезія шимпанзе (Pan troglodytes) // Вісн. Полтав. держ. аграр. акад. — 2004. — № 3. — С. 138—140. — Бібліогр.: 2 назв. — укр.
13. Доведено, що кетамін/ксилазинова комбінація є безпечною, швидкою та ефективною для ін'єкційної загальної анестезії у приматів.
14. Марунчин А. А. Застосування пульсоксиметрії для моніторингу загальної анестезії диких тварин / А. А. Марунчин, В. Й. Іздепський // Вісн. Полтав. держ. аграр. акад. — 2005. — № 1. — С. 65-67. — Бібліогр.: 4 назв. — укр. Зазначено, що застосування пульсоксиметрії у разі загального знеболювання тварин дозволяє своєчасно виявити порушення серцево-судинної та дихальної систем організму та провести заходи щодо їх корекції.
15. Марунчин А. А. Анестезія диких тварин і птахів в умовах зоопарку: Автореф. дис… канд. вет. наук: 16.00.05 / А. А. Марунчин; Білоцерк. держ. аграр. ун-т. — Біла Церква, 2005. — 22 c. — укр.
16. Обгрунтовано окремі методи та засоби загального знеболювання диких тварин і птахів. Встановлено ефективність застосування «хелабрунівської суміші» для загальної анестезії людиноподібних мавп (шимпанзе), диких котячих, ведмедів, денних хижих птахів і папуг, використання іммобілону в комбінації з ксилазином для загального знеболювання конячих (коні Пржевальського, кулани, зебри), а також застосування пульсоксиметрії для контролю за перебігом наркозу у диких тварин і птахів. Удосконалено методи загального знеболювання індійського слона. Виявлено, що дані анестетики не спричиняють значних змін морфологічного складу та деяких біохімічних показників крові диких тварин і птахів на глибокій стадії наркозу. Доведено ефективність використання антидотів основних наркотичних засобів.
17. А. А. Марунчин, М. А. Сап'яненко, Деякі особливості патогенезу ехінококкозу у тварин.[15]
18. А. А. Марунчин, Е. Ю. Касперук, Клінічні спостереження інтраокулярного протезування у собак.[16]
19. А. А. Марунчин, Аббасзаде Сеєдзавош Сеєдядоллах, А. В. Шульга, В. В. Кобилінський, М. О. Сап'яненко, До практики екстракортикального остеосинтезу. УДК:619:616.71-001.5-089.2[17]
20. А. А. Марунчин, Ортопедична допомога тваринам, при травматичних вивихах кульшового суглоба, закритих переломах трубчастих кісток на рівні середньої третини та набутих деформаціях кісток.[18]
21. А. А. Марунчин, Застосування металевих пластинок при діафізарних переломах кісток.[19]
22. А. А. Марунчин, Анестезія при діагностичній бронхоскопії приладом Ambu vScope.[20]
23. А. А. Марунчин, Клінічні спостереження низькопоточної інгаляційної анестезії по закритому контуру з використанням маски.[21]
24. А. А. Марунчин, Аббасзаде Сеєдзавош Сеєдядоллах, А. В. Шульга, Практичне застосування пульсоксиметрії у ветеринарній. УДК 619:616.1-073:616.089[22]
25. А. А. Марунчин, Діагностична гнучка відеобронхоскопія у тварин. УДК 619:616.2-072[23]
26. А. А. Марунчин, О. Г. Курик, Клініко-морфологічний аналіз новоутворень селезінки у тварин. УДК: 619:616:411- 006[24]
27. А. А. Марунчин, О. Г. Курик, Хронічний гастрит у собак: клінічні та морфологічні аспекти.[25]
28. А. А. Марунчин, В. А. Яковенко, Клінічний досвід проведення ендоскопічних досліджень гнучким відеоезофагогастроскопом та відеобронхоскопом OLYMPUS. УДК:619:616.3:617-072[26]
29. А. А. Марунчин, Л. Г. Стецюра, В. Й. Іздепський, С. С. Аббасзаде, А. В. Шульга, Сучасний підхід до комбінованого неінгаляційного наркозу тварин. УДК 619: 616.36.- 006:599.742.711[27]
30. А. А. Марунчин, М. О. Сап'яненко, С. С. Аббасзаде, А. В. Шульга, В. В. Кобилінський, О. В. Ложкіна, Вивчення патології печінки у диких тварин ряду хижих (Carnivora). Мультицентрична біліарна цистаденома у левів (Panthera leo). УДК 619: 616.36.- 006:599.742.711[28]
31. А. А. Марунчин, М. О. Сап'яненко, С. С. Аббасзаде, А. В. Шульга, З. Є. Малякіна, Загальна анестезія бегемотів. УДК 619:616.089.5:599.731.4[29]
32. А. А. Марунчин, Аббасзаде Сеєдзавош Сеєдядоллах, В. В. Кобилінський, О. А. Толстоухов, В. О. Яковенко, Перспективи застосування відеоезофагогастроскопії при обтурації стравоходу. Анестезіологічне забезпечення ендоскопічного втручання. УДК: 619:616-089.8:616-072:636.97[30]
33. А. А. Марунчин, Особливості моніторингу анестезованих диких тварин..[31]
34. А. А. Марунчин, Аббасзаде Сеєдзавош Сеєдядоллах, А. В. Шульга, В. В. Кобилінський, Особливості неінгаляційного наркозу у кролів. УДК: 619:616-089.5:636.92[32]
35. А. А. Марунчин, ірина Калиновська, Олена Ложкіна, Олексій Толстоухов, Анатолій Шульга, Сэедзавош Аббасзадэ, Актиномікома у самця ігуаны (Iguana iguana). УДК 619:616.992.28[33]
36. А. А. Марунчин, Анестезіологічне забезпечення оперативних втручань у ведмедів. УДК 619:616.089.5/.089.8:599.742.2[34]
37. А. А. Марунчин, Олексій Толстоухов, Анатолій Шульга, Віталій Іздепський, Володимир Левченко, Сеєдзавош Аббасзаде, Загальна анестезія антилоп Нільгау (Boselaphus tragocamelus) в умовах Київського зоопарку. УДК: 619:636.1:616-001.4:002.3:089:615.246.2:276[35]
38. А. А. Марунчин, Віталій Іздепський, Анатолій Шульга, Олексій Толстоухов, Іммобілізація оленів кетамін-ксилазином (хелабрунівською сумішшю) — вплив на якість анестезії, кардіоваскулярну та дихальну системи..[36]
39. А. А. Марунчин, Анестезіологічні аспекти диких тварин родини Felidae. УДК 619:618.212.7:599.742.7[37]
40. А. А. Марунчин, О. А. Толстоухов, А. В. Шульга, В. В. Кобилінський, М. О. Сап'яненко, Аббасзаде Сеєдзавош Сеєдядоллах, Саккулоектомія у смугастих скунсів (Mephitis mephitis). Анестезіологічне забезпечення. УДК: 619: 616—089.5/.8: 599:742.4[38]
41. А. А. Марунчин, Олексій Толстоухов, Анатолій Шульга, Сеєдзавош Аббасзаде, Особливості перебігу кетамінового наркозу та хірургічна тактика при постовуляторній дистоції у ігуан(Iguana iguana). УДК 619:616-071.8:618.11:598.112.14[39]
42. А. А. Марунчин, Олексій Толстоухов, Анатолій Шульга, Сэедзавош Аббасзадэ, Наталія Марунчин, Лікування ГРВІ у шимпанзе (pan troglodytes). Клінічний випадок. УДК 619:616.2-002:599.822[40]
43. А. А. Марунчин, Шульга А. В., Толстоухов О. А. Лікування неспецифічних інфекційних дерматитів у крокодилів.[41]
44. А. А. Марунчин, Анатолій Шульга, Олексій Толстоухов, Наталія Марунчин. Значення загальної анестезії в аспекті ветеринарного обслуговування леопардів, які утримуються в зоопарках.[42]
45. А. А. Марунчин, Олексій Толстоухов, Анатолій Шульга, Сэедзавош Аббасзадэ, Вадим Шугай, Закриті переломи трубчатих кісток у приматів: використання накістного остеосинтезу та результати лікування.[43]